# Craig Newmark
Craig Alexander Newmark, né 6 décembre 1952 à Morristown dans le New Jersey, est le fondateur du site web craigslist, dont le siège est à San Francisco.
Craigslist (à l'origine Craig's List, ou « La liste de Craig ») a d'abord commencé comme une lettre d'information diffusée par courrier électronique, listant événements et petites annonces susceptibles d'intéresser les habitants de la baie de San Francisco. Craigslist est désormais un site à la présentation minimaliste où les internautes peuvent participer à différents forums, poster et consulter des petites annonces. Le site génère ses revenus en faisant payer les annonces d'offres d'emploi.

## Biographie
Newmark est connu pour son militantisme politique à San Francisco. Il faisait partie du comité d'inauguration lorsque Gavin Newsom prit ses fonctions en tant que maire de la ville. Ses vues progressistes font de lui notamment un partisan du journalisme citoyen. En 2006, il a ainsi versé 10 000 dollars au projet  New Assignment de Jay Rosen.
Newmark a fait ses études secondaires à Morristown High School, à Morristown, dans le New Jersey. Il a ensuite fait ses études supérieures à l'université Case Western Reserve.
Il réside actuellement dans le quartier de Cole Valley, à San Francisco.
En 2012, il entre au temple de la renommée d'Internet, dans la catégorie des innovateurs.
Dans une interview pour Thinkerview le 21 janvier 2021, Christophe Deloire, alors secrétaire général de Reporters sans frontières (RSF), indique que Craig Newmark est le principal mécène de RSF sur les deux dernières années à hauteur de 1.5 million de dollars américains.